# Legally Blondes
 Legally Blondes és una pel·lícula de Savage Steve Holland estrenada el 2009.

## Argument
Quan les dues cosines angleses d'Ella Woods, Annabelle «Annie» i Isabelle « Izzie » Woods, desembarquen a Califòrnia, veuen que els seus vestits roses, els seus gossos de butxaca i la seva capacitat d'adaptació no són verdaderament apreciats a la seva nova escola. Quan els caps de l'escola els acusen d'una malifeta que no han comès, hauran d'utilitzar tot el seu encant i la seva persuasió per defensar-se, per rentar el seu honor i provar als seus camarades que mai no s'han de subestimar el poder de les rosses.

## Repartiment
- Rebecca i Camilla Rosso: Isabelle "Izzie" Woods (Rebecca) i Annabelle "Annie" Woods (Camilla).
- Christopher Cousins: Richard.
- Brittany Curran: Tiffany.
- Lisa Banes
- Curtis Armstrong: Mr.Golden
- Rose Abdoo: Sylvia.
- Bobby Campo: Chris.
- Chad Broskey: Justin Whitley.
- Chloe Bridges: Ashley.
- Kunal Sharma: Vivek.
- Christoph Sanders: Brad.
- Tanya Chisholm: Marcie.